# 埼玉县旗
埼玉县旗（日语：／ Shitama ken ki）是日本的47面日本都道府县旗之一。该条目是对埼玉县旗以及埼玉县章（日语：／）的解说。

## 概要
县章、县旗在1964年9月1日第652号县告示上通过制定。象征着幸魂（埼玉县名的由来）的16个勾玉构成圆形，形似太阳，代表了发展、热情与力量。
训令规定，县职员应当承担拥护尊重县旗县章的义务。

## 彩之国活动标志
1993年11月14日（埼玉县日），在“彩之国 埼玉”活动倒计时一周年是发表了活动标志。3个不同颜色的人手拉手，蓝色代表了“满满的梦想”、红色代表“满满的活力”、绿色代表“满满的自然”。下方写上“彩の国 さいたま（彩之国 埼玉）”的活动名称。另外，“彩の国”与“さいたま”字体不同，不允许改变。
另外，县章与活动标志的区别在县政府网站上有说明。

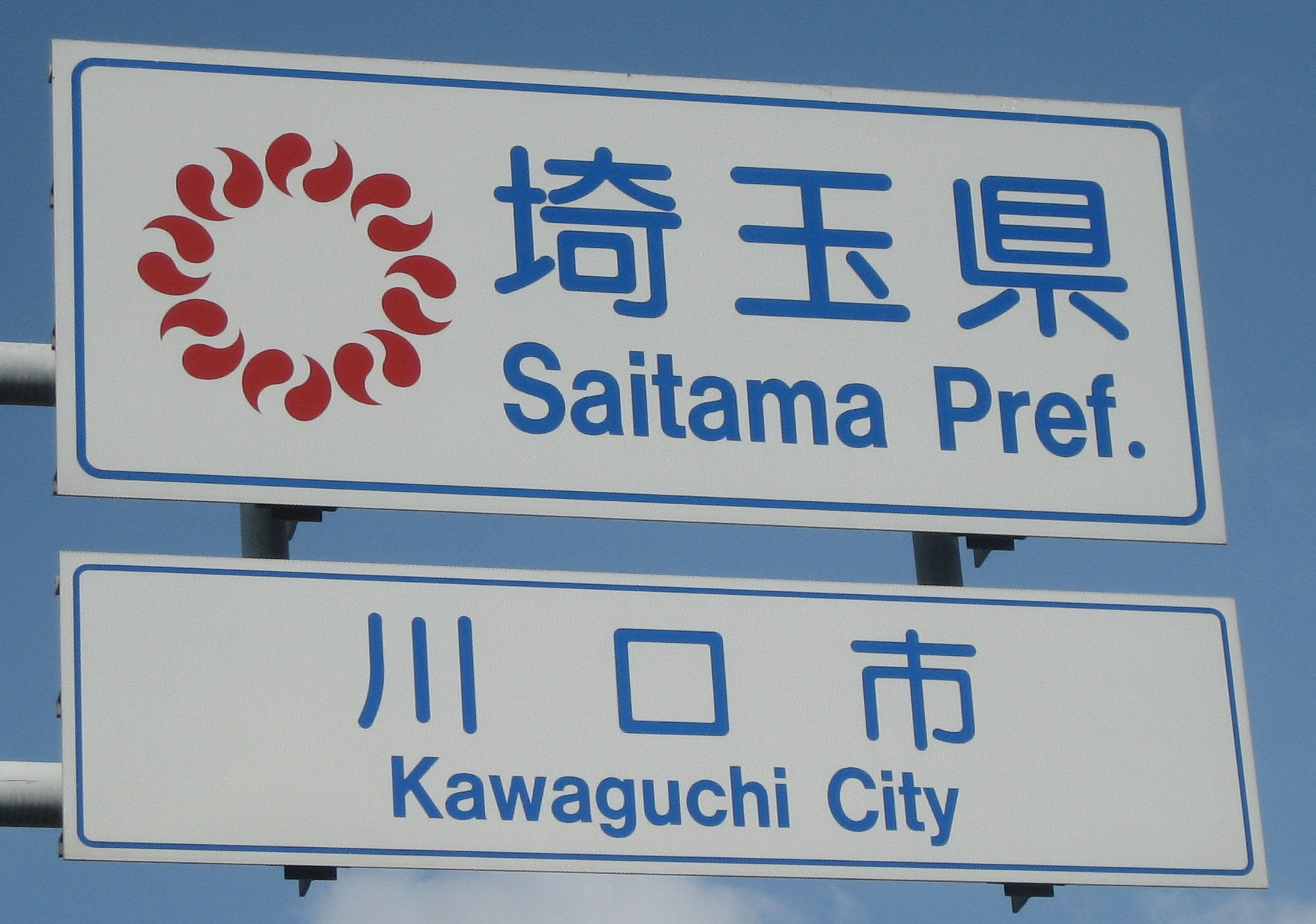
国家注册的使用示例
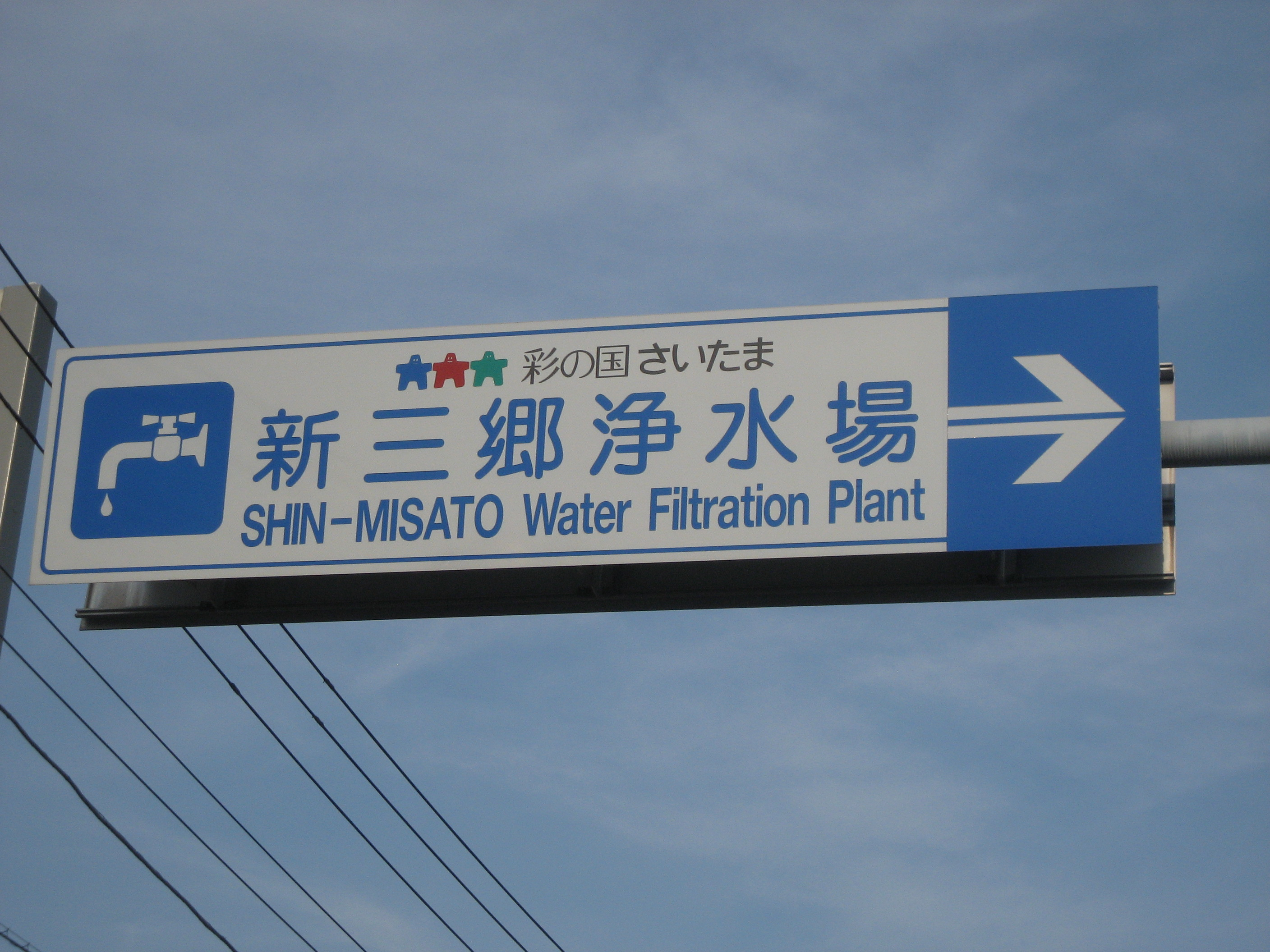
指南板上彩之国活动标志使用示例
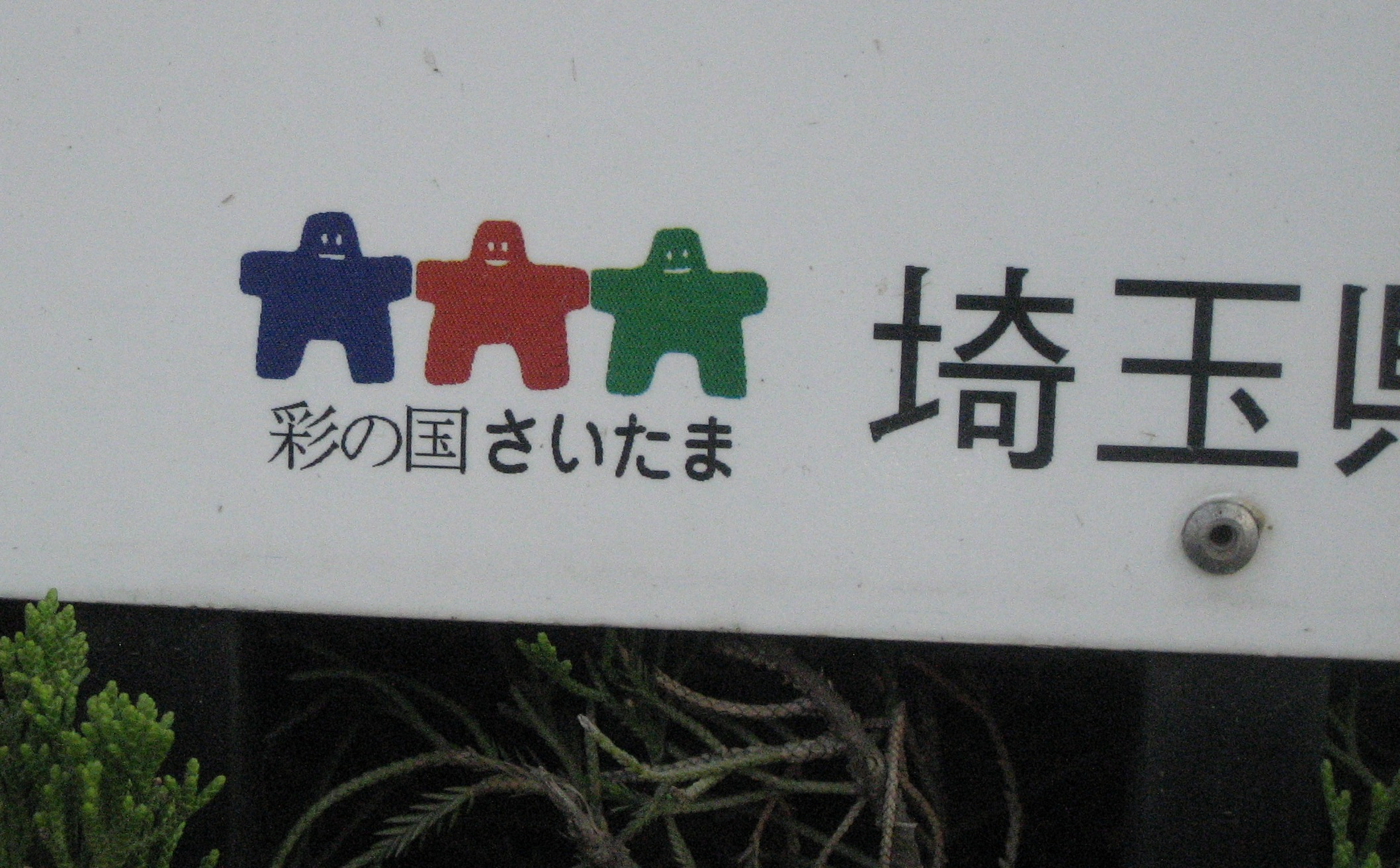
县设施指南上彩之国标志的使用示例

## 脚注
1. ↑  .   [2013-04-05]. （原始内容存档于2013-05-11）.
2. ↑  .   [2013-04-05]. （原始内容存档于2016-03-04）.